# 鸦片山
鸦片山（音译武吉参督）是位于新加坡肯特岗（Kent Ridge）的一座山丘，二战时期就是在这里爆发鸦片山战役（Battle of Bukit Chandu）。

## 著名景点
- 鸦片山岗战役纪念馆（Reflections at Bukit Chandu）
- 肯特岗公园